# Francisco Arce
Francisco Javier „Chiqui” Arce Rolón (ur. 2 kwietnia 1971 w Paraguarí) – paragwajski piłkarz grający na pozycji prawego obrońcy.

## Kariera klubowa
Karierę piłkarską Arce rozpoczął w stołecznym mieście Asunción w tamtejszym klubie Cerro Porteño. W 1989 roku zadebiutował w jego barwach w paragwajskiej Primera División. Swój pierwszy sukces z tym klubem osiągnął w 1990 roku, kiedy po raz pierwszy w karierze został mistrzem Paragwaju. Osiągnięcie to powtórzył w latach 1992 i 1994, a w 1993 roku dotarł do półfinału Copa Libertadores.
W 1995 roku Arce wyjechał do Brazylii. Został zawodnikiem klubu Grêmio Porto Alegre. W tym samym roku dotarł z tym klubem do finału Copa Libertadores. Brazylijczycy okazali się w nim lepsi od kolumbijskiego Atlético Nacional (3:1, 1:1). Wywalczył też mistrzostwo stanu Rio Grande do Sul. W 1996 roku został mistrzem Brazylii, po raz drugi mistrzem stanowym oraz zdobył Recopa Sudamericana. Natomiast w 1997 roku został zdobywcą Pucharu Brazylii.
W 1998 roku Francisco przeszedł do innego brazylijskiego klubu, SE Palmeiras. Zdobył z nim kolejny krajowy puchar, a także Copa Mercosur. Kolejny sukces z tym klubem osiągnął rok później, kiedy drugi raz w karierze wygrał Copa Libertadores (0:1, 2:1 karne 4:3 z Deportivo Cali). Natomiast w 2000 roku został zwycięzcą Copa dos Campeões oraz wygrał turniej Torneio Rio-São Paulo. Ogółem w Brazylii spędził 8 sezonów, w trakcie których rozegrał 134 mecze i zdobył 29 goli.
W 2003 roku Arce trafił do Japonii i przez rok występował w klubie J-League, Gamba Osaka. Nie osiągnął większych sukcesów i w 2004 roku wrócił do Paragwaju. Przez dwa sezony występował w stołecznym Club Libertad, a w 2006 roku zakończył karierę w barwach 12 de Octubre z miasta Itaugua.
| Sezon | Klub                | Kraj     | Rozgrywki             | Mecze | Bramki |
| ----- | ------------------- | -------- | --------------------- | ----- | ------ |
| 1989  | Cerro Porteño       | Paragwaj | Primera División      | ?     | ?      |
| 1990  | Cerro Porteño       | Paragwaj | Primera División      | ?     | ?      |
| 1991  | Cerro Porteño       | Paragwaj | Primera División      | ?     | ?      |
| 1992  | Cerro Porteño       | Paragwaj | Primera División      | ?     | ?      |
| 1993  | Cerro Porteño       | Paragwaj | Primera División      | ?     | ?      |
| 1994  | Cerro Porteño       | Paragwaj | Primera División      | ?     | ?      |
| 1995  | Grêmio Porto Alegre | Brazylia | Campeonato Brasileiro | 9     | 1      |
| 1996  | Grêmio Porto Alegre | Brazylia | Campeonato Brasileiro | 16    | 2      |
| 1997  | Grêmio Porto Alegre | Brazylia | Campeonato Brasileiro | 16    | 2      |
| 1998  | SE Palmeiras        | Brazylia | Campeonato Brasileiro | 24    | 5      |
| 1999  | SE Palmeiras        | Brazylia | Campeonato Brasileiro | 10    | 0      |
| 2000  | SE Palmeiras        | Brazylia | Campeonato Brasileiro | 17    | 4      |
| 2001  | SE Palmeiras        | Brazylia | Campeonato Brasileiro | 21    | 6      |
| 2002  | SE Palmeiras        | Brazylia | Campeonato Brasileiro | 21    | 9      |
| 2003  | Gamba Osaka         | Japonia  | J-League              | 16    | 1      |
| 2004  | Club Libertad       | Paragwaj | Primera División      | 6     | 0      |
| 2005  | Club Libertad       | Paragwaj | Primera División      | ?     | ?      |
| 2006  | 12 de Octubre       | Paragwaj | Primera División      | ?     | ?      |

## Kariera reprezentacyjna
W reprezentacji Paragwaju Arce zadebiutował 30 czerwca 1995 roku w wygranym 1:0 towarzyskim spotkaniu z Ekwadorem. W tym samym roku został powołany na Copa América 1995, a wystąpił także na Copa América 1997 i Copa América 1999. W 1998 roku został powołany przez selekcjonera Paula Césara Carpegianiego do kadry na Mistrzostwa Świata we Francji. Tam był podstawowym zawodnikiem i wystąpił w trzech meczach: zremisowanym 0:0 z Hiszpanią, wygranym 3:1 z Nigerią oraz przegranym 0:1 w 1/8 finału z Francją.
Z kolei na Mistrzostwach Świata 2002 Arce rozegrał 4 spotkania: z RPA (2:2), z Hiszpanią (1:3), ze Słowenią (3:1) oraz w 1/8 finału z Niemcami (0:1). Karierę reprezentacyjną zakończył w 2004 roku po meczu z Brazylią (0:0). W kadrze narodowej rozegrał 61 spotkań i zdobył 5 goli.